# Ribaudequin

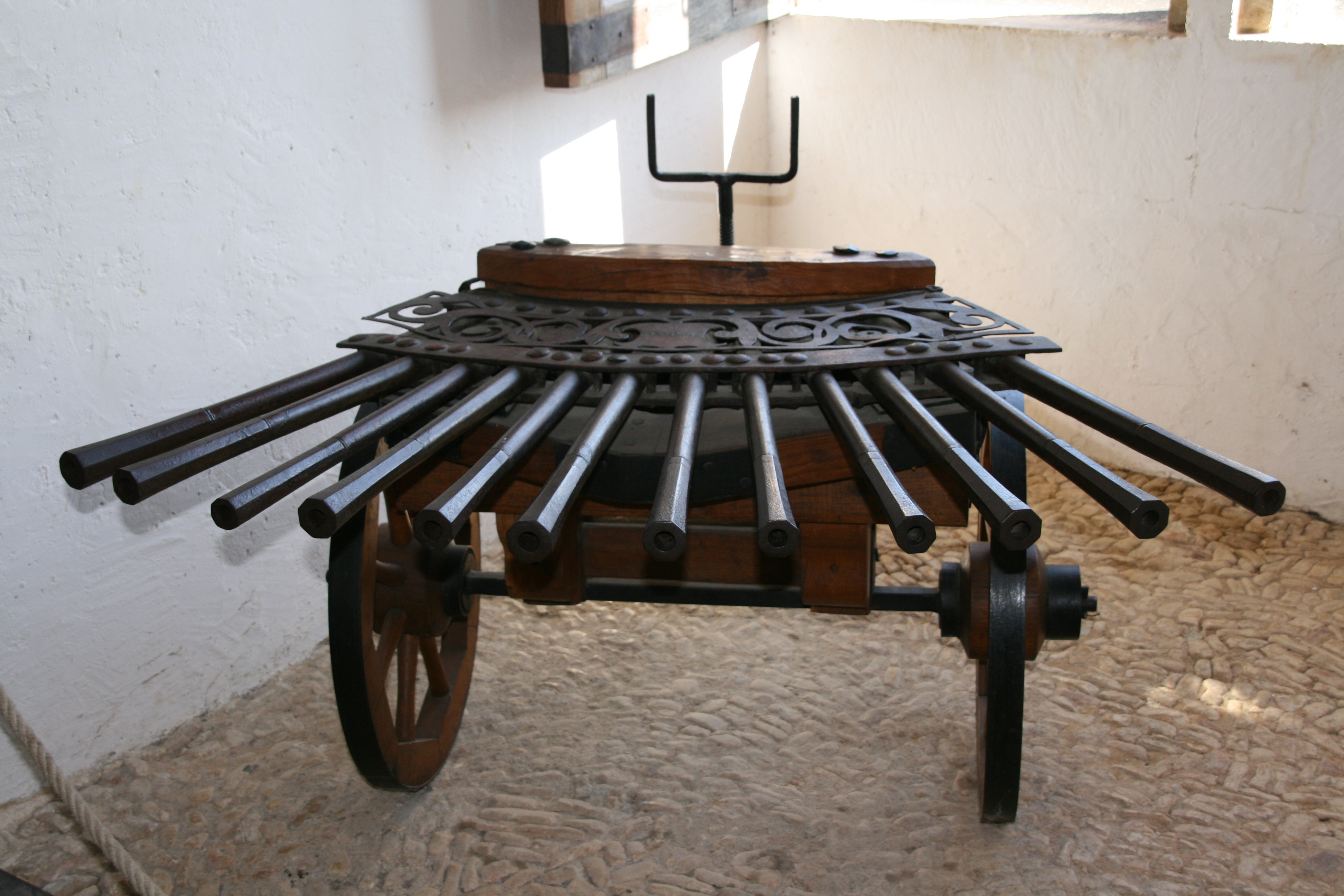
Een ribaudequin

Een ribaudequin is een oud oorlogswapen uit de vijftiende eeuw. Het is een stuk geschut.
Met een ribaudequin of salvengeschut (ook salvengeweer en salvenpistool, naargelang de grootte van het wapen) wordt een wapen bedoeld waarbij vele geweerlopen een buizenbundel vormen. Vanwege de overeenkomsten met een orgel wordt zo'n wapen ook orgelgeschut of orgelkanon genoemd. De geweerlopen ervan worden met de hand geladen en dan tegelijkertijd afgevuurd.
In de praktijk werden ribaudequins  meestal op analoge affuiten geplaatst, zoals die  bestemd voor de normale kanonnen, waardoor hun beweeglijkheid en precisie even zwaar waren. De vele nodige vuurlopen in vergelijking met de gewone kanonnen zorgden ervoor dat de laadtijd van de ribaudequins langer was. Verder was de productie van dit soort geschut duurder dan voor de gewone kanonnen.